# The Monkey Puzzle
Albums de UFO
You Are Here
(2004) The Visitor
(2009)
The Monkey Puzzle est le 18e album studio du groupe de hard rock anglais, UFO. Il est sorti le 25 septembre 2006 en Europe (le 26 aux États-Unis) sur le label allemand SPV/Steamhammer et a été produit par Tommy Newton.

## Historique
Cet album a été enregistré à Celle en Allemagne dans les studios Aera 51 sauf la batterie qui a été enregistrée dans les Big House studios à Hanovre et les guitares qui ont été enregistrées dans le studio personnel de Vinnie Moore aux États-Unis.
Après le retour de Paul Raymond sur l'album précédent You Are Here, c'est Andy Parker, le batteur originel qui réintègre le groupe à la place de Jason Bonham. Il est le dernier album du groupe avec le bassiste et membre fondateur Pete Way, ce dernier devant se retirer en 2008 à la suite de graves ennuis de santé.

## Liste des titres
Tous les titres sont composés par Phil Mogg et Vinnie Moore sauf indications.
- Hard Being Me (Mogg / Moore / Pete Way) - 3:35
- Heavenly Body - 3:52
- Some Other Guy - 4:38
- Who's Fooling Who (Mogg / Moore / Way) - 3:57
- Black and Blue (Mogg / Paul Raymond) - 5:29
- Drink Too Much - 4:40
- World Cruise - 3:29
- Down by the River - 3:18
- Good Bye You - 4:40
- Rolling Man - 4:24
- Kingston Town (Mogg / Raymond) - 4:08

## Musiciens
- Phil Mogg: chant
- Pete Way: basse
- Andy Parker: batterie, percussion
- Paul Raymond: claviers, chœurs
- Vinnie Moore: guitares

avec
- Martina Franke: chœurs sur Down by the River
- Kalle Bösel: chœurs sur Black and Blue et Rolling Man
- Michael Roth: harmonica sur Hard Being Me et Some Other Guy

## Classement
| Pays                                  | Durée du classement | Meilleur classement | Date             |
| ------------------------------------- | ------------------- | ------------------- | ---------------- |
| Royaume-Uni (UK Rock and Metal Chart) | 1 semaine           | 20e                 | 1er octobre 2006 |